# Kotlarski híd

A térképen 9-es számmal jelölve (nagyítható)

A Kotlarski híd Krakkó egyik hídja a Visztula felett. Az átkelő Zabłocie és Grzegórzki városrészeket köti össze, egyben része Krakkó II. körgyűrűjének. A híd Lengyelország leghosszabb ívhídja, szélességét tekintve a második a Visztula-hidak között.
A 2001 decemberében átadott, Witold Gawłowski által tervezett híd építési költsége 132,7 millió złoty volt, a kivitelezést a Mostostal Kraków S.A végezte. A híd megnyitása után a folyón kicsit fentebb álló ideiglenes Lajkonik 2 hidat elbontották.
A 2×2 sávos hídon a későbbiekben kiépülő krakkói gyorsvillamos pályájának is helyet biztosítottak.

## Lásd még
- Krakkó hídjai

## Külső hivatkozások
- A híd leírása a mostypolskie.pl oldalon